# Baumersroda
Baumersroda is een ortsteil van de Duitse gemeente Gleina in de deelstaat Saksen-Anhalt. Baumersroda was tot 1 juli 2009 een zelfstandige gemeente in de Burgenlandkreis.

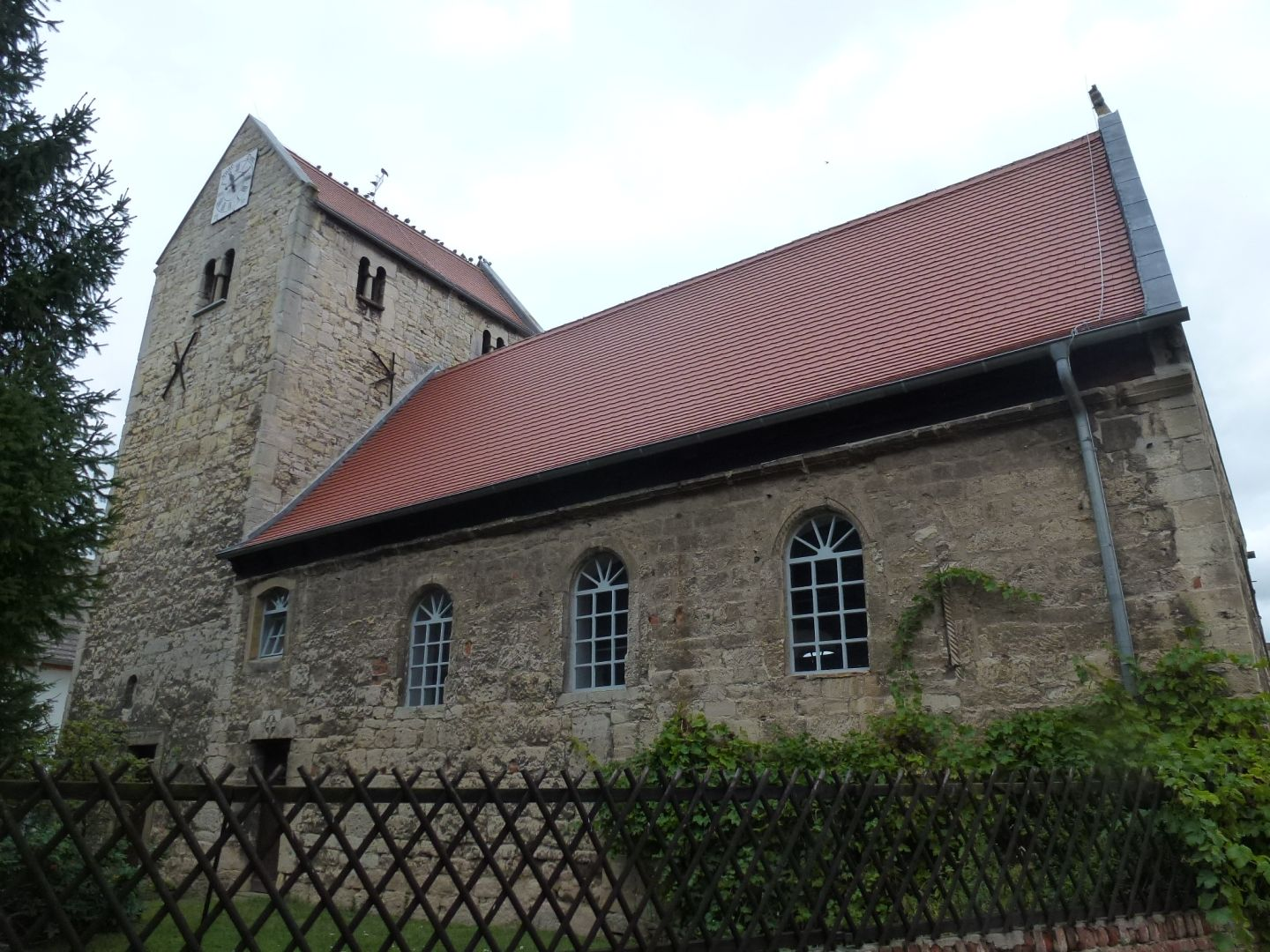
Kerk in Baumersroda
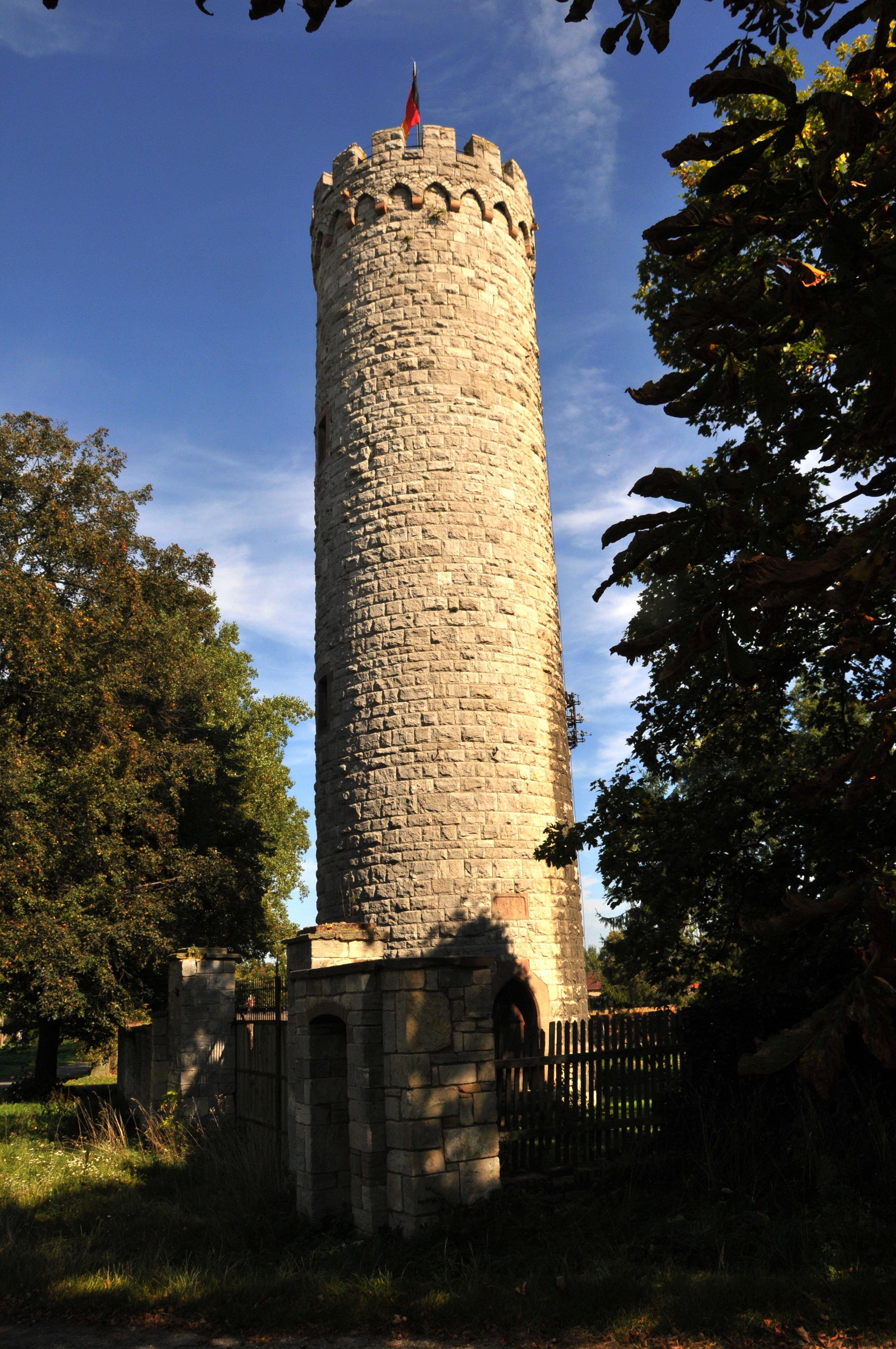
Toren in Baumersroda